# Droga wojewódzka 215
Droga wojewódzka 215 (DW 215) je silnice v severním Polsku spojující Władysławowo a Sulicice. S délkou 22 km patří k nejkratším silnicím svého druhu v Polsku.

Začíná na kruhovém objezdu ve Władysławowu, odtud vede západním směrem téměř souběžně s pobřežím Baltského moře. V Karwii se stáčí na jih, po několika kilometrech končí na křižovatce se silnicí číslo 213.

Úsek Władysławowo-Karwia byl vybudován v meziválečném období jako silnice spojující pobřežní sídla. Postaven byl z cihel a ve své době byl velmi kvalitní.

V současnosti je silnice ve špatném technickém stavu. Během léta je hojně využívána turisty navštěvujícími oblast Kašubského pobřeží.
| Silnice 215    | km   | objekt             | místo                      | poznámka          |
| Kruhový objezd | 0    | kruhový objezd     | Władysławowo               | DW 216            |
| Přejezd        | 0,5  | železniční přejezd |                            | trať Reda-Hel     |
| Křižovatka     | 3    | křižovatka         | Chłapowo                   |                   |
| Křižovatka     | 8,5  | křižovatka         | Rozewie                    |                   |
| Křižovatka     | 10   | křižovatka         | Jastrzębia Góra            |                   |
| Křižovatka     | 14,5 | křižovatka         | Ostrowo                    |                   |
| Křižovatka     | 16   | křižovatka         | Karwia                     |                   |
| Křižovatka     | 18   | křižovatka         | Karwieńskie Błoto Pierwsze |                   |
| Přejezd        | 21   | železniční přejezd |                            | trať Puck-Krokowa |
| Křižovatka     | 22   | křižovatka         | Sulicice                   | DW 213            |